# Redwitz an der Rodach
Redwitz an der Rodach (eller: Redwitz a.d.Rodach) er en kommune i Landkreis Lichtenfels regierungsbezirk Oberfranken i den tyske delstat Bayern. Den er administrationsby for Verwaltungsgemeinschaft Redwitz an der Rodach.

## Geografi
I Redwitz munder floden Steinach ud i Rodach, som 2 km efter Redwitz munder ud i Main.
Redwitz ligger midt mellem Lichtenfels og Kronach.

### Inddeling
Kommunen består ud over Redwitz af de tidligere selvstændige landsbyer: Unterlangenstadt, Mannsgereuth, Trainau og Obristfeld.

### Trafik
Redwitz ligger ved Bundesstraße B173 og jernbanelinjen Nürnberg – Jena/ Leipzig.